# Codice ATC M05
Il codice ATC M05 "Farmaci per il trattamento delle malattie delle ossa: Bifosfonati" è un sottogruppo terapeutico del sistema di classificazione Anatomico Terapeutico e Chimico, un sistema di codici alfanumerici sviluppato dall'OMS per la classificazione dei farmaci e altri prodotti medici. Il sottogruppo M05 fa parte del gruppo anatomico M dei disturbi del Sistema muscolare-Sistema scheletrico e Articolazioni.
Codici per uso veterinario (codici ATCvet) possono essere creati ponendo la lettera Q di fronte al codice ATC umano: QM05 ...
Numeri nazionali della classificazione ATC possono includere codici aggiuntivi non presenti in questa lista, che segue la versione OMS.

## M05B Farmaci che agiscono sulla struttura e mineralizzazione delle ossa

### M05BA Bisfosfonati
M05BA01 Acido etidronico
M05BA02 Acido clodronico
M05BA03 Acido pamidronico
M05BA04 Acido alendronico
M05BA05 Acido tiludronico
M05BA06 Acido ibandronico
M05BA07 Acido risedronico
M05BA08 Acido zoledronico

### M05BB Bisfosfonati, combinazioni
M05BB01 Acido etidronico  e calcio, in sequenza
M05BB02 Acido risedronico e calcio, in sequenza
M05BB03 Acido alendronico e colecalciferolo
M05BB04 Acido risedronico, calcio e colecalciferolo, in sequenza
M05BB05 Acido alendronico, calcio e colecalciferolo, in sequenza
M05BB06 Acido alendronico e alfacalcidolo, in sequenza
M05BB07 Acido risedronico e colecalciferolo
M05BB08 Acido zoledronico, calcio e colecalciferolo, in sequenza

### M05BC Proteine ossee morfogenetiche
M05BC01 Dibotermina alfa
M05BC02 Eptotermina alfa

### M05BX Altri farmaci che agiscono sulla struttura ossea e mineralizzazione
M05BX01 Ipriflavone
M05BX02 Alluminio cloridrato
M05BX03 Stronzio ranelato
M05BX04 Denosumab
M05BX53 Stronzio ranelato e colecalciferolo